# Escudo de Vancouver
El escudo de armas de Vancouver fue otorgado por el Colegio de Armas el 31 de marzo de 1969.

## Origen/significado
Las primeras armas (más como un sello de paisaje) fueron utilizadas desde la incorporación de la Ciudad en 1886 hasta 1903. Fue diseñado por Lachlan Hamilton, Comisionado de Tierras de CPR y Concejal de la Ciudad, y mostraba un velero, un árbol, muelles de madera y un tren.
En 1903 se diseñaron y adoptaron nuevas armas, pero estas nunca se concedieron oficialmente. El escudo presentaba el caduceo de Mercurio y 15 barras alternas. Como soportes, un leñador sosteniendo un hacha y una rama de árbol, y un pescador sosteniendo una red y un remo.
El lema en la parte inferior decía  By sea and land we prosper y significa Por mar y tierra prosperamos.

## Blasón oficial
Armas: 8 barras onduladas de azur y plata en el jefe o entre dos flores de cornejo cargadas con un caduceo de Mercurio.
Timbre: Un yelmo de plata con lambrequines de plata y azur.
Cimera: Una corona mural de oro y azur mazonada de sable, el mástil de un barco con una vela plateada llena y un gallardete vertical.
Soportes: Un leñador con un hacha en la mano derecha, y un pescador que lleva una red de pesca en la mano izquierda.
Lema: By Sea Land and Air We Prosper (en español: Por mar, tierra y aire prosperamos).
- Datos: Q2548634